# Дикинсон, Уильям
Уильям Ричард Дикинсон ( William Richard Dickinson; 26 октября 1931 — 21 июля 2015) — американский геолог, геофизик, археолог. Известен работами в области тектоники плит, геологии осадочных горных пород (в частности песчаников), геологии  и археологии островов Тихого океана. Считался одним из ведущих экспертов по геологии плато Колорадо. Один из разработчиков метода  Гацци-Дикинсона, основанного на статистической обработке размеров частиц песчаников, и его основного приложения — QFL-диаграмм.  Был профессором Стэнфордского университета и университета Аризоны, президентом Геологического общества США, заведующим  кафедрой геологических наук Национального исследовательского Совета США, председателем  комитета геодинамики США и кафедры геологии отделения Национальной академии наук.

## Биография
Родился в Нашвилле (штат Теннесси, США) в 1931 году. Подростком переезжает в Калифорнию, так как его родители стали заниматься  воспитанием арабских лошадей в пригороде Санта-Барбары. В 1952 году получает  степень бакалавра в области нефтепромыслового дела в Стэнфордском университете. В 1956 и 1958 годах в Стэнфорде он получает степени магистра и доктора в области геологии. 
В 1952 по 1954 годы служил офицером в ВВС США. В  1958 году становится профессором Стэнфордского университета.

В  1960-х годах занимался изучением древних осадочных пород для восстановления палеорельефа и движений тектонических плит. Он  увлекался археологией, изучая обломки керамики на островах Тихого Океана. Дикинсон был экспертом в истории горных пород Кордильер. Вместе со своими коллегами  установил, что песчаники Большого каньона Американского Запада возникли в Аппалачах. Дикинсон проводил археологические исследования в южной части Тихого океана с 1960 года. Пути миграции древних людей он вычислял на основе минерального состава обломков керамики, тем самым объединяя методики геологии и археологии.    

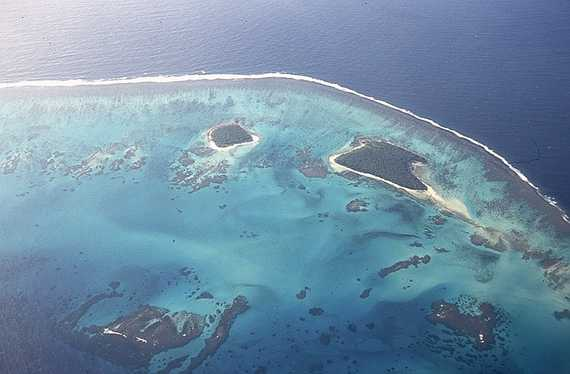

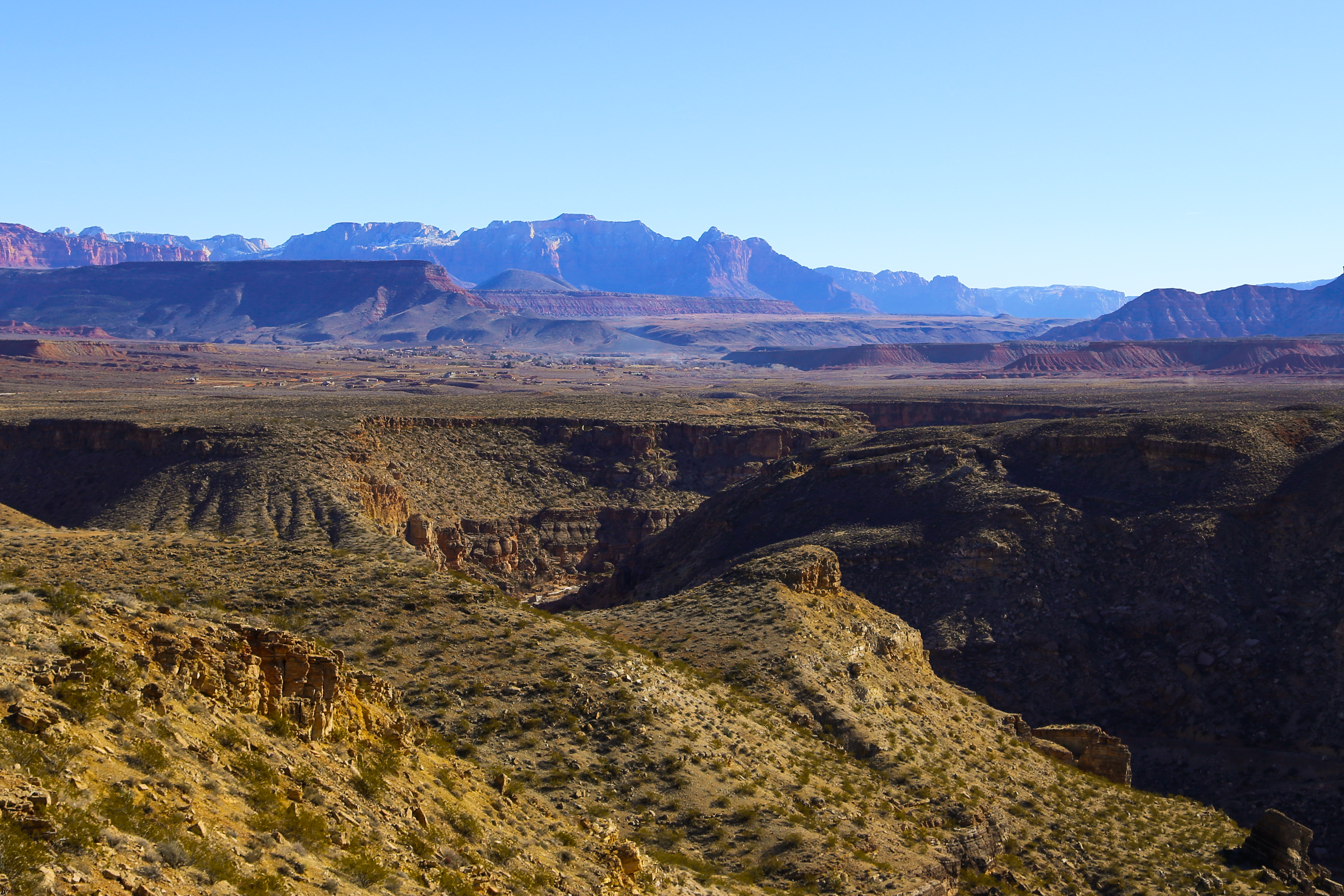
Плато Колорадо (США)

В 1979 год переводится в должности профессора в Аризонский университет (Тусон, Аризона, США). С 1986  по 1991 годы возглавляет отделение геологических наук Аризонского университета. В 1991 году, в возрасте 60 лет, выходит в отставку в качестве почётного профессора. С 1991 по 2015 год им было написано более половины из почти 300 опубликованных статей. Его приёмный сын, Джон Спенсер, также стал специалистом в области геологии. Уильям Дикинсон умер во сне, ночью 21 июля 2015 года, в археологической экспедиции  на Нукуалофа (Полинезия).

## Награды и звания
- Стипендия Гуггенхайма (1965 г.) за изучение геологии Фиджи[4];
- Медаль Пенроуза   Американского геологического общества (1991)[6];
- Премия Геологического общества Америки(1999 г).
- Медаль Уильяма Генри Твенхофела  Общества геологии осадочных горных пород (2000 г.)
- Премия Рип Реппа (2014) Американского геологического общества [7][8]
- Почётный профессор в области геологических наук Аризонского университета США.
- Член Национальной академии наук США с 1992 года[9].

## Метод Гацци-Дикинсона

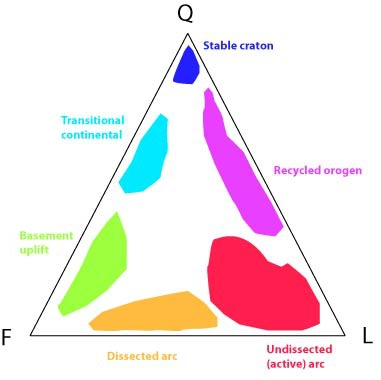
QFL диаграмма (метод Гацци-Дикинсона)

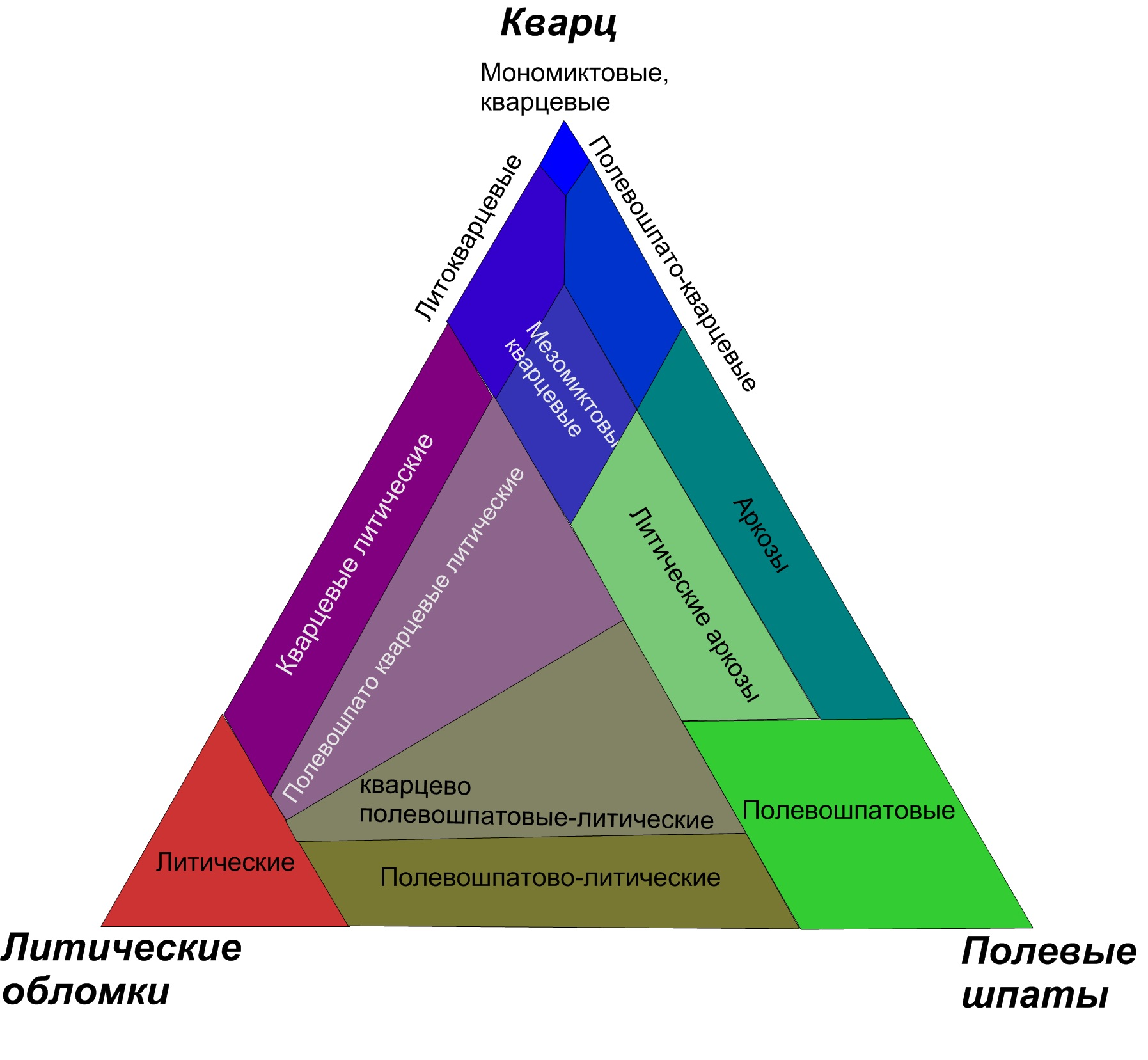
Классификационный треугольник

Тройная QFL диаграмма основывается на содержании в песчаниках трёх главных компонентов:
- Q — кварц (от англ. Quartz)
- F — полевые шпаты (от англ. Feldspar)
- L — литические обломки (термин У. Дикинсона) иных пород (от англ. Lithic fragment)

В российский геологии принято название «классификационный треугольник». Гацци и Дикинсон выделяли шесть видов песчаников:              
- древних платформ (stable craton) — преимущественно кварцевые
- окраинных морей (transitional continental) — полевошпатово-кварцевые
- выступов кристаллического фундамента (basement uplift) — полевошпатовые
- расчленённых островных дуг (dissected arc) — полевошпатово-литические
- нерасчленённых (активных) островных дуг (undissected arc)— литические
- орогенеза (recycled orogen) — литически-кварцевые

## Статьи
1. Dickinson W. R., Suczek C. A. Plate tectonics and sandstone compositions //Aapg Bulletin. – 1979. – Т. 63. – №. 12. – С. 2164-2182.
2. Dickinson W. R. et al. Provenance of North American Phanerozoic sandstones in relation to tectonic setting //Geological Society of America Bulletin. – 1983. – Т. 94. – №. 2. – С. 222-235.
3. Dickinson W. R., Hatherton T. Andesitic volcanism and seismicity around the Pacific //Science. – 1967. – Т. 157. – №. 3790. – С. 801-803.